# Sahar TV
Sahar TV est une chaîne de télévision iranienne diffusant par satellite à destination des pays étrangers. Émanation du service extérieur de la radio-télévision nationale iranienne (IRIB), Sahar Universal Network, créée en 1997, se charge désormais de la production des émissions. 
Sahar TV se divise depuis 2005 en deux canaux (Sahar TV1 et Sahar TV2) et en six services (en anglais, en français, en kurde, en ourdou, en bosnien et en azéri). Les objectifs de cette chaîne sont de contrer l'influence des médias occidentaux, que les autorités iraniennes jugent biaisée et agressive, et de propager une vision différente de la nation iranienne, de ses structures politiques et religieuses (basées sur l'Islam chiite) et de ses principes fondateurs, initiés par l'imam Khomeiny. 

## Histoire
Le service en azéri a été le premier à voir le jour, suivi du service en bosnien (diffusés avant même la création de Sahar Universal Network). Le service en kurde a commencé à émettre en 1997, tout comme le service en anglais, et ont été suivis par le service en français en 1999 et celui en urdu en 2001.
Le service en français a commencé à diffuser ses premières émissions le 9 avril 1999. Cantonné à 30 minutes quotidiennes à ses débuts (hymne national suivi de versets du Coran, du journal télévisé et de reportages), il étend progressivement ses horaires et diffuse désormais 1 heure 30 de programmes quotidiens, diffusés le matin et rediffusés en fin de soirée. La grille des programmes est constituée d'un journal quotidien d'une vingtaine de minutes, d'une revue de presse, de débats et d'émissions politiques reflétant les positions du gouvernement iranien, mais aussi de séries, de documentaires, de reportages et d'émissions religieuses. 
Parmi les productions de Sahar TV figurent notamment les séries Ghaem-Maghame Farahani, de Mohammad-Reza Varzi, Seghatolislam, de Hojjat Ghasem-Zadeh-Asl, ou Les pages blanches (titre en français), de Hasan Madadian, diffusées en farsi (persan) sous-titré. Le service en français s'adresse en priorité aux populations francophones européennes, africaines et proche-orientales, qui captent ses émissions par satellite. 
En France, au mois de février 2005, la diffusion de programmes à caractère antisémite lui ont valu d'être interdite et de ne plus être reprise sur aucun réseau câblé, bouquet satellite ou ADSL, même si elle reste accessible en réception directe.
Le service en anglais, né en 1997, diffuse 4 heures par jour. Il reprend un concept similaire et s'organise en un journal télévisé, des débats, des reportages et des séries. Les programmes d'inspiration religieuse occupent une place prépondérante, que ce soit sous la forme de récitations coraniques, d'exégèse du Coran, de séries traitant de la vie des martyrs et héros chiites ou de débats sur la place de l'Islam dans la vie quotidienne.
Des émissions en arabe sont produites par le service extérieur de la radio-télévision nationale iranienne, mais sont diffusées sur des canaux spécifiques, Al-Kawthar TV et Al-Alam News Network.